# Georg Best

Georg Best

Georg Wilhelm Best (* 8. Oktober 1855 in Darmstadt; † 29. November 1946 in Hirschhorn am Neckar) war ein deutscher Jurist und Politiker (DNVP, VRP).

## Familie
Georg Best war der Sohn des Sparkassendirektors Johann Baltasar Best und dessen Frau Auguste, geborene Glöckner.
Am 12. August 1882 heirateten Georg Best und Auguste Lochmann (* 3. Juli 1860 in Darmstadt). Sie war die Tochter des Advokaten am Hofgericht Darmstadt, Adolf Lochmann, und dessen Frau Marianne, geborene Eigenbrodt. Aus der Ehe gingen eine Tochter und ein Sohn hervor.

## Ausbildung und Karriere
Nach dem Besuch des Gymnasiums in Darmstadt studierte er von 1873 bis 1877 Rechtswissenschaft an den Universitäten Leipzig, Heidelberg und Gießen. 1877 wurde er in Heidelberg zum Dr. jur. promoviert und absolvierte im Anschluss seinen juristischen Vorbereitungsdienst. Ab 1881 war er als Rechtsanwalt in Darmstadt und ab 1885 in Mainz tätig. 1885 bis 1888 wechselte er zur Staatsanwaltschaft Mainz, von 1888 bis 1894 arbeitete in gleicher Funktion in Darmstadt. Anschließend war er kurz Richter am Amtsgericht Hirschhorn, dann am Landgericht Gießen und anschließend am Landgericht Darmstadt. Ab 1896 war er im Justizministerium des Großherzogtums tätig. 1906 erhielt er den Titel eines Geheimrats. Vom 1. Januar 1916 bis zu seiner Pensionierung am 1. Februar 1924 war er Präsident des Oberlandesgerichts Darmstadt.
Neben seiner beruflichen Tätigkeit wirkte er seit 1920 als Dozent an der Technischen Hochschule Darmstadt. Unter anderem bearbeitete und kommentierte er die hessischen Ausführungsgesetze zum BGB.

## Abgeordneter
Best wurde bei Reichstagswahl im Dezember 1924 für die DNVP in den Deutschen Reichstag gewählt, dem er bis September 1930 angehörte. Im Juni 1925 verließ er die DNVP-Fraktion und wurde als Gast in die Völkische Arbeitsgemeinschaft aufgenommen. Kurz darauf wechselte er als Abgeordneter zur Reichspartei für Volksrecht und Aufwertung über. Von 1927 bis 1931 war er Mitglied des Landtags des Volksstaates Hessen.

## Auszeichnungen
- Komturkreuz II. Klasse des Verdienstordens Philipps des Großmütigen (1902)
- Kommandeurkreuz II. Klasse des Ordens vom Zähringer Löwen (1911)
- Komturkreuz II. Klasse mit der Krone des Verdienstordens Philipps des Großmütigen (1911)

### Werke
- Die hessischen Gesetze, Verordnungen und Dienstanweisungen zur Ausführung des Bürgerlichen Gesetzbuchs und seiner Nebengesetze. Diemer, Mainz 1916.

### Sekundärliteratur
- Jochen Lengemann: MdL Hessen. 1808–1996. Biographischer Index = Politische und parlamentarische Geschichte des Landes Hessen 14 = Veröffentlichungen der Historischen Kommission für Hessen. 48, 7. Elwert, Marburg 1996. ISBN 3-7708-1071-6, S. 73.
- Klaus-Dieter Rack, Bernd Vielsmeier: Hessische Abgeordnete 1820–1933. Biografische Nachweise für die Erste und Zweite Kammer der Landstände des Großherzogtums Hessen 1820–1918 und den Landtag des Volksstaats Hessen 1919–1933 = Politische und parlamentarische Geschichte des Landes Hessen 19 = Arbeiten der Hessischen Historischen Kommission NF 29. Hessische Historische Kommission, Darmstadt 2008. ISBN 978-3-88443-052-1, S. 159.
- Reichshandbuch der Deutschen Gesellschaft – Das Handbuch der Persönlichkeiten in Wort und Bild 1, Deutscher Wirtschaftsverlag, Berlin 1930, S. 125. Mikrofiche-Ausgabe, Saur, München o. J. ISBN 3-598-30664-4
- Hans Georg Ruppel, Birgit Groß: Hessische Abgeordnete 1820–1933. Biographische Nachweise für die Landstände des Großherzogtums Hessen (2. Kammer) und den Landtag des Volksstaates Hessen = Darmstädter Archivschriften. 5. Verlag des Historischen Vereins für Hessen, Darmstadt 1980. ISBN 3-922316-14-X, S. 64.